# Iso Paljukka
Iso Paljukka är en kulle i Finland. Den ligger i Pello i landskapet Lappland, i den norra delen av landet, 700 km norr om huvudstaden Helsingfors. Toppen på Iso Paljukka är 191 meter över havet.
Terrängen runt Iso Paljukka är huvudsakligen platt, men åt sydväst är den kuperad. Runt Iso Paljukka är det mycket glesbefolkat, med 2 invånare per kvadratkilometer.